# منظره آلت مردی

منظرهٔ کیر

منظرهٔ آلت (انگلیسی: Penis Landscape) یا اثر ۲۱۹: چشم‌انداز XX (انگلیسی: Work 219: (Landscape XX یک نقاشی اکریلیکِ رنگ‌پاشیده (airbrushed acrylic) بر روی چوبِ کاغذپوش از هنرمند سوئیسی، اچ. آر. گیگر است که سال ۱۹۷۳ با ابعاد ۷۰ در ۱۰۰ سانتی‌متر خلق شد.
استفادهٔ گروه هاردکور پانکِ دد کنیدایز از این نقاشی به عنوان پوستر برای آلبوم فرانکنکریست، موجب شهرت نقاشی شد.